# Loch Lloyd (Misuri)
Loch Lloyd es una villa ubicada en el condado de Cass en el estado estadounidense de Misuri. En el Censo de 2010 tenía una población de 600 habitantes y una densidad poblacional de 121,54 personas por km².

## Geografía
Loch Lloyd se encuentra ubicada en las coordenadas 38°49′45″N 94°35′47″O / 38.82917, -94.59639. Según la Oficina del Censo de los Estados Unidos, Loch Lloyd tiene una superficie total de 4.94 km², de la cual 4.53 km² corresponden a tierra firme y (8.18%) 0.4 km² es agua.

## Demografía
Según el censo de 2010, había 600 personas residiendo en Loch Lloyd. La densidad de población era de 121,54 hab./km². De los 600 habitantes, Loch Lloyd estaba compuesto por el 94.67% blancos, el 3.17% eran afroamericanos, el 0% eran amerindios, el 1.17% eran asiáticos, el 0% eran isleños del Pacífico, el 0.5% eran de otras razas y el 0.5% pertenecían a dos o más razas. Del total de la población el 1.5% eran hispanos o latinos de cualquier raza.